# Izofluran
Izofluran (łac. Isofluranum) – organiczny związek chemiczny z grupy eterów i zarazem związków chlorowcopochodnych.
Związek ten ma działanie silnie usypiające, zbliżone, choć słabsze od halotanu. Jest izomerem enfluranu. Zwiotcza mięśnie prążkowane i znieczula ogólnie silniej niż enfluran.

## Właściwości
Pary leku szybko wchłaniają się z pęcherzyków płucnych i tą samą drogą się wydalają, w 98% w stanie niezmienionym. Indukcja znieczulenia trwa około 10 min, wybudzanie się jest względnie szybkie.

## Wskazania
Może być używany do indukcji znieczulenia i jako jedyny środek znieczulający. Może być stosowany z jednoczesnym podaniem podtlenku azotu.

## Dawkowanie
Do indukcji znieczulenia stosuje się go w stężeniach 3–4% obj., w znieczuleniu podtrzymującym używa się stężeń 1,5–3,5% obj.

## Działania niepożądane
Ostra woń środka drażni drogi oddechowe i błony śluzowe powodując często wstrzymanie oddechu i kaszel. Izofluran powoduje depresję oddechową. Po znieczuleniu ogólnym czasem występują nudności i wymioty. Przy większych stężeniach izofluran może powodować hamowanie układu krążenia, zmniejsza objętość wyrzutową serca i znacznie obniża ciśnienie krwi. Środek zwiększa działanie środków zwiotczających mięśnie szkieletowe. Środek ten wywołuje, proporcjonalnie od dawki zwiotczenie macicy. Biotransformacja prowadzi do zwiększenia stężenia fluoru nieorganicznego w surowicy i w moczu, co może ujawniać działanie nefrotoksyczne.

## Interakcje
Może nasilać działanie leków hipotensyjnych. Zwiększa też depresję oddechową powodowaną przez opioidowe leki przeciwbólowe.

## Preparaty
- Forane
- Foran